# Scrobipalpulopsis praeses
Scrobipalpulopsis praeses är en fjärilsart som beskrevs av Povolny 1987. Scrobipalpulopsis praeses ingår i släktet Scrobipalpulopsis och familjen stävmalar. Inga underarter finns listade i Catalogue of Life.